# پیتر زینر
پیتر زینر (انگلیسی: Peter Zinner؛ ۲۴ ژوئیهٔ ۱۹۱۹ – ۱۳ نوامبر ۲۰۰۷) یک تهیه‌کننده، و تدوین‌گر اهل ایالات متحده آمریکا بود. 